# 安碩
安碩（英語：iShares），是一個由貝萊德管理的一系列交易所交易基金（ETF）。

## 歷史
1993年，道富環球跟美國證券交易所合作推出了標準普爾存託憑證（SPY，現為SPDR標準普爾500指數ETF），它是在買賣中實時的跟踪標準普爾500指數，這是第一個在美國交易的ETF，並繼續交易到今天。

## 外部連結
- 貝萊德官方網 （页面存档备份，存于）
- 安碩官方網 （页面存档备份，存于）